# Tillandsia rhodosticta
Tillandsia rhodosticta är en gräsväxtart som beskrevs av Lyman Bradford Smith. Tillandsia rhodosticta ingår i släktet Tillandsia och familjen Bromeliaceae. Inga underarter finns listade i Catalogue of Life.